# Estación Estela
Estela es una estación ferroviaria ubicada en la localidad del mismo nombre, Partido de Puan, Provincia de Buenos Aires, Argentina.

## Servicios
Es una estación del ramal perteneciente al Ferrocarril General Roca, desde la Estación Villa Iris hasta el Empalme Piedra Echada. Actualmente, no presta servicios de pasajeros. En la actualidad, corren trenes de carga de la empresa que opera esta estación, FEPSA.